# Подкланец (община Жири)
Вижте пояснителната страница за други значения на Подкланец (Жири).
Подкланец (на словенски: Podklanec) е село в Словения, Горенски регион, община Жири. Според Националната статистическа служба на Република Словения през 2002 г. селото има 14 жители.